# Lucha libre
Lucha libre (spanskt uttal: [ˈlutʃa ˈlibɾe], betyder "fribrottning") är en sportterm som används främst i Mexiko, men även i andra spansktalande länder, för den distinkta formen av professionell fribrottning som utövas där. Termen användes från början om alla former av brottning utan de regler som följs i grekisk-romersk brottning. Likt den amerikanska fribrottningen är matchresultatet vanligtvis uppgjort på förhand.

## Beskrivning
Lucha libre utmärker sig genom att brottarna bär färgglada masker och dräkter. Man använder sig av snabba rörelser och spektakulära grepp för att få ner sin motståndare.
Slag, grepp och de akrobatiska numren måste genomföras i samarbete mellan brottarna för att ingen av dem ska bli allvarligt skadad, och även om effekterna på mottagaren ofta är överdrivna så orsakar de flesta attacker äkta smärta och kan vara mycket farliga om de utförs fel.

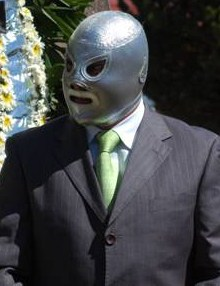
El Hijo del Santo ärvde sin fars mask (El Santo).

Brottarna kallas för luchadores (luchador i singularis) som ibland tillhör familjer med flera brottare, och i vissa fall har brottarnas artistnamn gått i arv. Maskerna har en stor betydelse för sporten, där man ibland ingår ett vad om rättigheterna till motståndarens mask. Vid förlust måste då den besegrade ta av sig sin mask och visa sitt ansikte för publiken. Maskerna är ibland motiv av djur, gudar, historiska hjältar inom folktron eller arketyper inom den kristna religionen, som brottaren anammar och anspelar på i sitt sätt att brottas.

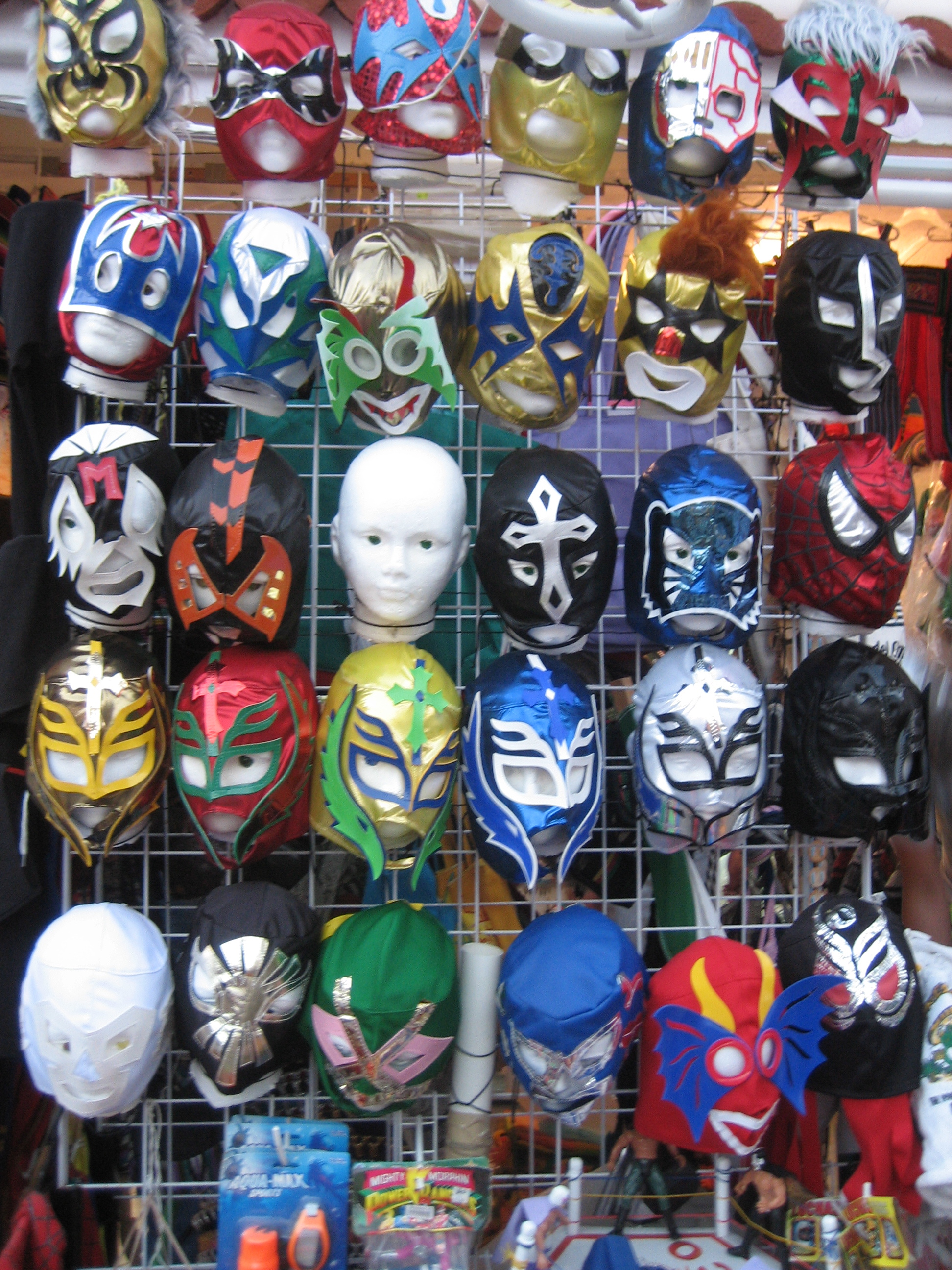
Försäljning av masker i en affär i Playa del Carmen.

En myt om sporten är att samtliga brottare bär mask, vilket inte stämmer. Det har funnits flera masklösa brottare som har nått stora framgångar inom sporten, till exempel Tarzán López, Gory Guerrero, Perro Aguayo, Negro Casas, Rey Escorpión och Rush för att nämna några. Satánico, Cien Caras och Cibernético bar från början mask, men behöll sin position som framstående brottare efter att ha förlorat en lucha de apuestas.

## Viktklasser
| Namn (svenska)                | Namn (spanska)                    | Vikt              |
| ----------------------------- | --------------------------------- | ----------------- |
| Flugvikt                      | Mosca                             | 52 kg (115 lb)    |
| Bantamvikt                    | Gallo                             | 57 kg (126 lb)    |
| Fjädervikt                    | Pluma                             | 63 kg (139 lb)    |
| Lättvikt                      | Ligero                            | 70 kg (154 lb)    |
| Super lättvikt                | Super Ligero                      | 73 kg (161 lb)    |
| Weltervikt                    | Welter                            | 77 kg (170 lb)    |
| Super weltervikt              | Super welter                      | 82 kg (181 lb)    |
| Mellanvikt                    | Medio                             | 87 kg (192 lb)    |
| Super mellanvikt              | Super medio / Semicompleto Junior | 92 kg (203 lb)    |
| Lätt tungvikt                 | Semi completo                     | 97 kg (214 lb)    |
| Junior tungvikt / Cruiservikt | Completo junior / Crucero         | 105 kg (231 lb)   |
| Tungvikt                      | Completo                          | + 105 kg (231 lb) |

## Större förbund med Lucha Libre-regler
Japan
- Michinoku Pro Wrestling
- Osaka Pro Wrestling
- Toryumon / Dragon Gate

 Mexiko
- Consejo Mundial de Lucha Libre (CMLL)
- Asistencia Asesoría y Administración (AAA)
- International Wrestling Revolution Group (IWRG)
- Desastre Total Ultraviolento (DTU)
- KAOZ Lucha Libre

 Puerto Rico
- World Wrestling Council (WWC)
- International Wrestling Association (IWA)

 Storbritannien
- Lucha Britannia

 USA
- Chikara
- Lucha Libre USA